# Список бестселлеров по версии Publishers Weekly 2000-х годов
Список бестселлеров по версии журнала Publishers Weekly 2000-х годов включает в себя книги, добившиеся рекордных продаж в США, за каждый год, с 2000 по 2009 год.

## 2000
1. «Шантаж» — Джон Гришэм
2. «Метка: Зверь правит миром[англ.]» — Джерри Дженкинс[англ.] и Тим ЛаХэй[англ.]
3. «Медведь и дракон» — Том Клэнси
4. «Пребывание: Зверь захватывает[англ.]» — Джерри Дженкинс[англ.] и Тим ЛаХэй[англ.]
5. «Последняя инстанция[англ.]» — Патрисия Корнуэлл
6. «Путешествие» — Даниэла Стил
7. «Спасение[англ.]» — Николас Спаркс
8. «Розы красные[англ.]» — Джеймс Паттерсон
9. «Колыбель и всё остальное» — Джеймс Паттерсон
10. «Неожиданный роман» — Даниэла Стил
11. «Звёздные войны» — Джордж Лукас

## 2001
1. «Осквернение: Антихрист захватывает трон[англ.]» — Джерри Дженкинс[англ.] и Тим ЛаХэй[англ.]
2. «Рождество с неудачниками[англ.]» — Джон Гришэм
3. «Покрашенный дом» — Джон Гришэм
4. «Ловец снов» — Стивен Кинг
5. «Поправки[англ.]» — Джонатан Франзен
6. «Чёрный дом» — Стивен Кинг и Питер Страуб
7. «До последнего[англ.]» — Дэвид Бальдаччи
8. «В поисках Валгаллы[англ.]» — Клайв Касслер
9. «На день позже и на доллар меньше[англ.]» — Терри Макмиллан[англ.]
10. «Фиалки синие[англ.]» — Джеймс Паттерсон
11. «Вслепую» — Карин Слотер

## 2002
1. «Повестка[англ.]» — Джон Гришэм
2. «Красный кролик» — Том Клэнси
3. «Остаток: На грани Армагеддона[англ.]» — Джерри Дженкинс[англ.] и Тим ЛаХэй[англ.]
4. «Милые кости» — Элис Сиболд
5. «Рой[англ.]» — Майкл Крайтон
6. «Рождество с неудачниками[англ.]» — Джон Гришэм
7. «Укрытие из камня[англ.]» — Джин Ауел
8. «Четверо слепых мышат[англ.]» — Джеймс Паттерсон
9. «Всё предельно» — Стивен Кинг
10. «Дневники няни[англ.]» — Эмма Маклохлин[англ.] и Никола Краус[англ.]

## 2003
1. «Гарри Поттер и Орден Феникса» — Дж. К. Роулинг
2. «Код да Винчи» — Дэн Браун
3. «Пятеро, что ждут тебя на небесах[англ.]» — Митч Элбом[англ.]
4. «Король сделки[англ.]» — Джон Гришэм
5. «Трибуны[англ.]» — Джон Гришэм
6. «Армагеддон[англ.]» — Тим ЛаХэй[англ.] и Джерри Дженкинс[англ.]
7. «Зубы тигра» — Том Клэнси
8. «Злой волк[англ.]» — Джеймс Паттерсон
9. «Мясная муха[англ.]» — Патрисия Корнуэлл
10. «Милые кости» — Элис Сиболд

## 2004
1. «Код да Винчи» — Дэн Браун
2. «Пятеро, что ждут тебя на небесах[англ.]» — Митч Элбом[англ.]
3. «Последний присяжный» — Джон Гришэм
4. «Славное появление: Конец дней[англ.]» — Джерри Дженкинс[англ.] и Тим ЛаХэй[англ.]
5. «Ангелы и демоны» — Дэн Браун
6. «Государство страха[англ.]» — Майкл Крайтон
7. «Лондонские мосты[англ.]» — Джеймс Паттерсон
8. «След[англ.]» — Патрисия Корнуэлл
9. «Правило четырёх[англ.]» — Йен Колдуэлл[англ.] и Дастин Томасон[англ.]
10. «Код да Винчи» (специальное иллюстрированное коллекционное издание) — Дэн Браун

## 2005
1. «Брокер» — Джон Гришэм
2. «Код да Винчи» — Дэн Браун
3. «Мэри, Мэри[англ.]» — Джеймс Паттерсон
4. «С первого взгляда[англ.]» — Николас Спаркс
5. «Хищник[англ.]» — Патрисия Корнуэлл
6. «Чудо любви» — Николас Спаркс
7. «Свет с небес[англ.]» — Джан Керон[англ.]
8. «Историк» — Элизабет Костова[англ.]
9. «Кресло русалки[англ.]» — Сью Монк Кидд[англ.]
10. «Одиннадцать сверху[англ.]» — Джанет Иванович[англ.]

## 2006
1. «Ради  нового дня[англ.]» — Митч Элбом[англ.]
2. «Кросс[англ.]» — Джеймс Паттерсон
3. «Дорогой Джон» — Николас Спаркс
4. «Следующий[англ.]» — Майкл Крайтон
5. «Ганнибал: Восхождение» — Томас Харрис
6. «История Лизи» — Стивен Кинг
7. «Острые двенадцать[англ.]» — Джанет Иванович[англ.]
8. «Мобильник» — Стивен Кинг
9. «Дорога на пляж» — Джеймс Паттерсон и Питер ДиДжондж
10. «Пятый всадник[англ.]» — Джеймс Паттерсон и Максин Паэтро[англ.]

## 2007
1. «Гарри Поттер и Дары Смерти» — Дж. К. Роулинг
2. «Тысяча сияющих солнц» — Халед Хоссейни
3. «Последний шанс[англ.]» — Джон Гришэм
4. «Выбор[англ.]» — Николас Спаркс
5. «Злые тринадцать[англ.]» — Джанет Иванович[англ.]
6. «Любящая Плам[англ.]» — Джанет Иванович[англ.]
7. «Реестр убийцы[англ.]» — Патрисия Корнуэлл
8. «Наспех» — Джеймс Паттерсон и Майкл Ледвидж[англ.]
9. «6-я мишень[англ.]» — Джеймс Паттерсон и Максин Паэтро[англ.]
10. «Самый тёмный вечер в году[англ.]» — Дин Кунц[1]

## 2008
1. «Апелляция» — Джон Гришэм
2. «История Эдгара Соутелля[англ.]» — Дэвид Вроблевски[англ.]
3. «Гостья» — Стефани Майер
4. «Страна Кросса[англ.]» — Джеймс Паттерсон
5. «Счастливчик[англ.]» — Николас Спаркс
6. «Бесстрашные четырнадцать[англ.]» — Джанет Иванович[англ.]
7. «Рождественский свитер» — Гленн Бек
8. «Скарпетта[англ.]» — Патрисия Корнуэлл
9. «Твое сердце принадлежит мне[англ.]» — Дин Кунц
10. «Везучая Плам[англ.]» — Джанет Иванович[англ.][2]

## 2009
1. «Утраченный символ» — Дэн Браун
2. «Юрист» — Джон Гришэм
3. «Прислуга» — Кэтрин Стокетт
4. «Я, Алекс Кросс[англ.]» — Джеймс Паттерсон
5. «Последняя песня[англ.]» — Николас Спаркс
6. «Округ Форд[англ.]» — Джон Гришэм
7. «Вкусные пятнадцать[англ.]» — Джанет Иванович[англ.]
8. «Гостья» — Стефани Майер
9. «Под куполом» — Стивен Кинг
10. «Пиратские широты» — Майкл Крайтон